# Tsaghkaber
Tsaghkaber (in armeno Ծաղկաբեր?) è un comune di 1 311 abitanti (2008) della Provincia di Lori in Armenia.